# Достонбек Турсунов
Достонбек Камілджанович Турсунов (узб. Dostonbek Tursunov; нар. 13 червня 1995, Алтиарик, Узбекистан) — узбецький футболіст, центральний захисник китайського клубу «Чунцін Ліфань» та національної збірної Узбекистану.

## Клубна кар'єра
Розпочав професіональну кар'єру 2015 року в «Нефтчі» (Фергана) (Суперліга Узбекистану) в 2015 році, а в 2016 році виступав за «Коканд 1912». У 2017 році виступав за «Металург» (Бекабад), але в середині сезону 2018 року перейшов до «Нефтчі» (Фергана).
17 грудня 2018 року підписав 2-річний контракт японської Джей-ліги «Ренофа Ямагуті», у футболці якої зіграв 17 матчів. 
21 січня 2020 року перейшов до новачка К-Ліги 1 «Пусан Ай Парк».

## Кар'єра в збірній
У 2016 році виступав за олімпійську збірну Узбекистану. У чемпіонаті Азії (U-23) 2018 року він брав участь у двох матчах групового етапу та всіх фінальних турнірних матчах, відзначився вирішальним голом у матчі групового етапу проти Оману. Допоміг команді здобути перемогу у вище вказаному матчі.
Зіграв 24 матчі та відзначився дваом голами за молодіжну збірну Узбекистану. У травні 2018 дебютував за національну збірну своєї країни. Також викликався до національної збірної Узбекистану для участі в Кубку Азії 2019 року в ОАЕ.

## Статистика виступів

### У збірній
Станом на 15 листопада 2018
| Узбекистан | Узбекистан | Узбекистан |
| Рік        | Матчі      | Голи       |
| ---------- | ---------- | ---------- |
| 2018       | 3          | 0          |
| 2019       | 1          | 1          |
| Загалом    | 4          | 1          |

### Голи за збірну
Рахунок та результат збірної Узбекистану подано на першому місці.
| №  | Дата          | Місце                       | Суперник       | Рахунок | Результат | Змагання         |
| -- | ------------- | --------------------------- | -------------- | ------- | --------- | ---------------- |
| 1. | 7 червня 2019 | Міллій, Ташкент, Узбекистан | Північна Корея | 4–0     | 4–0       | Товариський матч |

## Титули і досягнення
- Чемпіон Узбекистану (1):

«Пахтакор»: 2022
Збірні
- Чемпіон Азії (U-23): 2018